# ジョー・ジラード
ジョー・ジラード（Joe Girard 、1928年11月1日 –2019年2月28日 ）は、アメリカ合衆国のトップセールスマン。シボレー社のディーラーとして、1963年から1978年の約15年間で13,001台の乗用車を売った「世界ナンバーワンのセールスマン」としてギネスブック記録となった人物として知られる。

## 略歴
ジョー・ジラードは、1928年に父・アントニノ・ジラードとその妻の間に生まれる。アントニノはシチリア島出身のイタリア移民であり、ジョーは「シチリア生まれの極めて貧乏な男だった」回顧している。ジョーは8歳の頃から靴磨きや新聞配達の仕事をするようになり、高校中退後も様々な職業を転々とした。

### セールスマンとして
ジョーは35歳でデトロイトの自動車販売代理店に入社し、乗用車のセールスマンとしてキャリアを始めた。最初の日には乗用車を売り、順調に契約を結んできたが2ヶ月目に他の営業員の何人かが業績が順調なジョーに不平を言い、彼を解雇させた。次の職場ではミシガン州イーストポイントにあるメロリス・シボレーに移り、ジョーは15年間連続でトップの販売記録を記録した。1978年には退社し、その後は自身の経験を生かした著書の執筆やビジネスマン向けの講演を行っている。

## 著書
日本語訳された著書のうち、近年に刊行されたものを表示する
- 『私に売れないモノはない!』フォレスト出版、2004年。ISBN 978-4894511668。
- 『世界一の「売る!」技術 世界No.1セールスマンが明かす「必ず買わせる」テクニック』フォレスト出版、2005年。ISBN 978-4894511880。
- 『営業の神様』アルファポリス、2013年。ISBN 978-4434178825。